# ویلیام سی. بوک
ویلیام کریستین بوک (William Christian Bouck)‏ (۷ ژوئن ۱۷۸۶–۱۹ آوریل ۱۸۵۹)، سیاست‌مدار آمریکایی از ایالت نیویورک بود. وی از سال ۱۸۴۳ تا سال ۱۸۴۴ سیزدهمین فرماندار نیویورک بود.
بوک که از روستای فولتنهام نیویورک بود، در مدرسه محلی آموزش دید و در همان زمان در مزرعهٔ خانوادگیش کار می‌کرد و خود یک کشاورز شد. بوک که در اصل عضو حزب دموکرات-جمهوری‌خواه بود و بعداً دموکرات شد، با انتخابش به عنوان منشی شهر فولتون (۱۸۰۷–۱۸۰۸)، ناظر شهر (۱۸۰۸–۱۸۰۹) و کلانتر شهرستان اسکوهاری (۱۸۱۲–۱۸۱۳)، حرفهٔ دولتی و سیاسیش را شروع کرد. بوک از سال ۱۸۰۹ تا سال ۱۸۲۲ در گروه شبه‌نظامیان خدمت کرد و با ارتقای درجات، با رتبه سرهنگی فرماندار هنگ هجدهم نیویورک شد.
با پیشرفت حرفه‌اش، بوک از سال‌های (,۱۸۱۶–۱۸۱۴ ۱۸۱۸–۱۸۱۷) در مجلس ایالتی نیویورک و از سال (۱۸۲۱–۱۸۲۲) در سنای ایالتی نیویورک خدمت نمود. بوک از سال ۱۸۲۱ تا سال ۱۸۴۰ در کمیسیون کانال ایری خدمت نمود و در جریان مدت طولانی خدمتش، بر ساخت و ساز قسمت غربی کانال و چندین کانال فرعی نظارت نمود.
بوک در سال ۱۸۴۲ به‌عنوان فرماندار انتخاب شد و از سال ۱۸۴۳ تا ۱۸۴۴ در این سمت خدمت نمود. دورهٔ فرمانداری وی عمدتاً در پاسخ به جنگ ضد رانت سپری شد و نتوانست در سال ۱۸۴۴ مجدداً خود را نامزد پُست فرمانداری نماید. بعد از ترک دفتر از (۱۸۴۵ تا ۱۸۴۷) بوک در هیئت روسای ایالت خدمت نمود و از سال ۱۸۴۶ الی ۱۸۴۹ معاون خزانه‌داری ایالات متحده آمریکا در نمایندگی خزانه‌داری نیویورک سیتی بود.
در ۱۹ آوریل سال ۱۸۵۹ بوک در فولتون ایالت نیویورک درگذشت. وی در قبرستان میدلبورگ در شهرستان میدلبورگ نیویورک به خاک سپرده شد.

## اوایل زندگی
بوک پسر کرستین بوک (۱۷۵۳–۱۸۳۶) و مارگارت (بورست) بوک (۱۷۶۲–۱۸۰۶) در ۷ ژانویه سال ۱۷۸۶‏ در روستای فولتنهام نیویورک متولد شدند. جوزف بوک از جمله برادران وی بود که در مجلس نمایندگان ایالات متحده آمریکا خدمت نمود. بوک در مزرعهٔ پدرش بزرگ شد و در مدارس شهرستان اسکوهاری آموزش دید. بوک کشاورز شد و بعد از انتخاب‌اش به‌عنوان منشی شهر فولتون در سال ۱۸۰۷، حرفهٔ طولانی را در دولت و خدمات عمومی شروع نمود. از سال ۱۸۰۸ تا ۱۸۰۹ بوک ناظر شهر فولتون بود. از سال ۱۸۱۲ الی ۱۸۱۳ به عنوان کلانتر شهرستان اسکوهاری خدمت نمود.

## خدمت نظامی
بوک در سال ۱۸۰۹ به صفت آجودان یا افسر هنگ هجدهم شبه‌نظامیان نیویورک تعیین شد و الی گماشته شدنش به عنوان کلانتر، تصدی این سمت را به‌عهده داشت. بوک به خدمت در گروه شبه‌نظامیان ادامه داد؛ و در سال ۱۸۱۵ به عنوان سررشته‌دار تیپ بیست و هشتم منصوب شد. در سال ۱۸۱۷ در هنگ سیزدهم به رتبه سرگرد ارتقا یافت. بوک بعداً در سال ۱۸۱۷ در تیپ بیست و هشتم به رتبه سرهنگ دومی ارتقا یافت. از سال ۱۸۱۹ تا ۱۸۲۲ با رتبه سرهنگی، فرماندهی تیپ هجدهم را به‌عهده داشت.

## ادامه حرفه
بوک به عنوان عضو حزب دموکرات-جمهوری‌خواه از سال ۱۸۱۳ تا ۱۸۱۶ و مجدداً از سال ۱۸۱۷ تا ۱۸۱۸ در مجمع ایالتی نیویورک خدمت نمود. بوک از سال ۱۸۲۱ تا سال ۱۸۲۲ عضو سنای ایالتی نیویورک بود. از سال ۱۸۲۱ تا سال ۱۸۴۰ عضو کمیسیون کانال اری بود که برای نخستین‌بار به‌منظور پُرکردن بست جدیداً ایجاد شده، در این سمت انتخاب شد. زمانی‌که حزب فدرالیست از فعالیت بازماند و هواداران اندروجکسون دموکرات-جمهوری‌خواه، خود را دموکرات اعلام نمودند، بوک رهبر آلبانی ریجنسی یا اتحاد مقدس شد، آلبانی ریجنسی گروهی از افراد تحت رهبری مارتین ون بورن بود که بر حزب دموکرات ایالت نیویورک مسلط بودند.

## عالی‌رتبه کانال ایری
بوک در زمان خدمت به عنوان عالی‌رتبه کانال، شهرت فراوانی از لحاظ صلاحیت و شایستگی کسب نمود. در جریان نوزده سال خدمت در کمیسیون، بوک از جریان ساخت و ساز کانال ایری در غرب رود جنه‌سی نظارت نمود. علاوه بر این، وی از طراحی و ساخت چندین کانال فرعی متصل به کانال ایری شامل کانال‌های کایوگا، سینیکا، جهیل کروکید، چیمانگ و چینانگو نظارت نمود. پروژه‌های کانال را که بوک نظارت نمود، مستلزم هزینهٔ بالاتر از ۸ میلیون دلار بودجه دولتی (بیش از ۲۴۳ میلیون دلار در سال ۲۰۱۹) بود که بوک توانست تمامی این مصارف را در جریان بازرسی کار خود محاسبه نماید.
بوک در طول خدمت خود به عنوان عالی‌رتبه، بارها مبالغ زیادی پول نقد را به‌منظور پرداخت حقوق کارکنان ساخت و ساز در نیویورک غربی انتقال داد. وی که به تنهایی به کوه‌های مورد علاقه‌اش سفر می‌نمود، هم مشهور بود و هم زیاد قابل مشاهده، ازینرو، لقب «بوک اسب سفید» را کسب نمود و از چنان عزت والایی برخودار شد که هرگز مورد تجاوز یا دزدی قرار نگرفت. در سال ۱۸۴۰ زمانی‌که حزب ویگ در نیویورک به قدرت رسید، بوک با خدمت در کانال ایری چنان به شهره رسید بود که علی‌رغم وابستگی حزبی‌اش، اگر می‌خواست، می‌توانست مجدداً به عضویت این کمیسیون تعیین شود.

## فرماندار نیویورک
بوک در جریان اختلافات جناحی حزب دموکرات ایالت نیویورک بین بارنبرنرها و هونکرها، با جناح محافظه‌کار هونکر همراه شد و این کار سبب مشاجره میان او و رئیس‌جمهور مارتین ون بورن رهبر بارنبرنرها گردید. بوک در ماه نوامبر سال ۱۸۴۰ از طرف حزب دموکرات برای فرمانداری و دانیل اس. دیکینسن برای پُست نائب فرمانداری نامزد شدند و هردوی آن‌ها توسط ویلیام اچ. سیوارد و لوتر بردیش نامزدان جناح ویگ که این سمت را به‌عهده داشتند، شکست خوردند.
بوک و دیکینسون در ماه نوامبر سال ۱۸۴۲ دوباره در انتخابات شرکت نمودند. آنها کاندیدای جناح ویگ، بردیش به‌عنوان فرماندار و گابریل فورمن نائب فرماندار، را شکست داده و برندهٔ انتخابات عمومی ماه نوامبر شدند. دوره خدمت‌گذاری بوک اساساً در عکس‌العمل ایالت در برابر جنگ ضد رانتی سپری شد. مستأجرانی که تحت سیستم حامی یا ارباب (سیستمی که برای نخستین بار در زمان که نیویورک مستعمره هلند بود، اجرا شد) قرارداد اجاره دائمی داشتند، با شرط «فروش ربع» اجارهٔ خود مخالفت نمودند. طبق این شرط اگر مستأجری اجاره خود را می‌فروخت، باید یک چهارم قیمت فروش یا اجاره‌های یک سال دیگر را به حامی یا ارباب خود پرداخت می‌نمود. علاوه براین، با آن‌که استیون ون رنسلیر ثروتمندترین ارباب، در کل ثابت کرده بود که یک ارباب خیراندیش است و درعوض اخراج مستأجرانی که در اجاره خود عقب مانده‌اند، تمایل به پذیرش پرداخت‌های جزئی یا تأخیر دارد، اما بعد از مرگ وی در سال ۱۸۳۹ وارثین‌اش به جمع‌آوری پرداخت‌های که مدت زیادی از موعد آن گذشته بود، مبادرت ورزیدند. زمانی‌که مستأجران نتوانستند حق‌الاجاره را پرداخت یا در قسمت پرداخت حق‌الاجاره مناسب مذاکره نمایند، تهدید به اخراج شدند و این کار منتج به شورش شد. بوک با مستأجران هم‌نظر و همدل بود اما به‌عنوان بخشی از تلاش به‌منظور اعادهٔ نظم در جریان تظاهرات خشونت‌بار، در اواخر دورهٔ فرمانداری‌اش واحدهای شبه‌نظامی ایالتی را به هادسون فرستاد و این کار در نظر مستأجران و حامیان آنها نامطلوب جلوه نمود.
در سال ۱۸۴۴ حزب دموکرات تمایل داشت کاندیدای را معرفی نماید که قانون را علیه آشوب‌گران تنفیذ نماید.

## ارجاعات
1. 1 2 3 4 5 6 7 8 9 10 11 12 13 14 15  The New World.
2. ↑  Biographical Directory of the Governors.
3. ↑  History of Schoharie County.
4. ↑  Military Minutes, p. 1060.
5. ↑  Military Minutes, p. 1574.
6. ↑  Military Minutes, p. 1818.
7. ↑  Military Minutes, p. 1825.
8. ↑  The Capital Region of New York State.
9. ↑  Inside Education.
10. ↑  Herman Melville: 1819-1851.
11. ↑  Harvest of Dissent, pp. 56–57.
12. ↑  The New-Yorker.
13. 1 2  Manual of the Corporation of the City of New York.
14. ↑  The Anti-Rent War on Blenheim Hill.
15. 1 2  The Story of Old Rensselaerville.
16. 1 2  American Heritage.
17. ↑  Harvest of Dissent, pp. 67–68.
18. 1 2  The Spirit of New York.